# Klasika Primavera 2007
La Klasika Primavera 2007, cinquantatreesima edizione della corsa, si svolse il 15 aprile 2007 su un percorso di 171 km. Fu vinta dallo spagnolo Joaquim Rodríguez che terminò la gara in 3h55'59".

## Classifiche finali

### Ordine d'arrivo (Top 10)
| Pos. | Corridore           | Squadra       | Tempo    |
| ---- | ------------------- | ------------- | -------- |
| 1    | Joaquim Rodríguez   | C. d'Epargne  | 3h55'59" |
| 2    | Alejandro Valverde  | C. d'Epargne  | s.t.     |
| 3    | Matteo Bono         | Lampre        | a 8"     |
| 4    | David López García  | C. d'Epargne  | s.t.     |
| 5    | Francisco Mancebo   | Realx-Gam     | s.t.     |
| 6    | Constantino Zaballa | C. d'Epargne  | s.t.     |
| 7    | Bobby Julich        | Team CSC      | s.t.     |
| 8    | Igor Antón          | Euskaltel     | s.t.     |
| 9    | David De La Fuente  | Saunier Duval | s.t.     |
| 10   | Ángel Vicioso       | Realx-Gam     | s.t.     |

### Classifica scalatori
| Pos. | Corridore           | Squadra       | Punti |
| ---- | ------------------- | ------------- | ----- |
| 1    | Constantino Zaballa | C. d'Epargne  | 40    |
| 2    | David De La Fuente  | Saunier Duval | 26    |
| 3    | Bobby Julich        | Team CSC      | 15    |
| 4    | Francisco Mancebo   | Realx-Gam     | 14    |
| 5    | Matteo Bono         | Lampre        | 12    |

### Classifica a squadre
| Pos. | Squadra              | Tempo     |
| ---- | -------------------- | --------- |
| 1    | Caisse d'Epargne     | 11h48'05" |
| 2    | Team CSC             | a 1'30"   |
| 3    | Relax-Gam            | s.t.      |
| 4    | Saunier Duval-Prodir | s.t.      |
| 5    | Euskaltel-Euskadi    | a 2'40"   |